# Hospital de Niños "Víctor J. Vilela"
El Hospital de Niños Víctor José Vilela es un hospital general pediátrico de mediana y alta complejidad argentino, de referencia regional y provincial y unidad académica formadora de recursos pediátricos y subespecialidades pediátricas. Resuelve la consulta general y la emergencia pediátrica, ya que cuenta con todas las especialidades clínicas y quirúrgicas. Atiende niños y adolescentes con patología aguda hasta los 15 años y con patología crónica hasta los 18 años de edad. Su prioridad es la atención de la población carente de seguridad social y desarrolla acciones de promoción, prevención, asistencia y rehabilitación. Fue puesto en funcionamiento en el año 1930 bajo el impulso del entonces intendente de la ciudad, Don Víctor J. Vilela. En su reconocimiento, la institución lleva su nombre desde 1941.

## Características y servicios
El hospital actualmente cuenta con:
- 100 camas de internación, con 10/12 camas para UTI - Unidad de Terapia Intensiva-, 6 camas para atención de pacientes con quemaduras.
- 40 camas de internación domiciliaria pediátrica
- 10 camas de internación transitoria en el servicio de guardia
- 250.000 consultas ambulatorias por año
- 8.000 egresos por año
- 27 especialidades médicas y más de 10 especialidades no médicas

Desde su fundación en 1930, ha experimentado un crecimiento gradual y sostenido que llevó, en los últimos cinco años, a duplicar su superficie cubierta registrando en todas las áreas un marcado incremento de la demanda que para el Servicio de Emergencia es superior al 30%.
Resuelve la mayoría de la demanda pediátrica de la ciudad y la región, con un porcentaje global de 35% de consultas de pacientes de otras localidades y que en las áreas de mayor complejidad (Unidad de Cuidados Intensivos Pediátricos -UCIP-, Neurocirugía, Oncohematología) asciende al 50%.
Definido como Hospital General Pediátrico de Mediana y Alta Complejidad, es el único en la región en condiciones de resolver la consulta general y la emergencia pediátrica, ya que cuenta con todas las especialidades tanto en las áreas clínicas como quirúrgicas.

### Internación
En las cinco salas de internación con capacidad de 100 camas y 8000 egresos anuales, el Hospital maneja un amplio espectro de problemas de salud, que va desde Atención Primaria hasta la resolución de problemas complejos.
- Sala I: sala clínico quirúrgica que cuenta con 20 camas generales. En todas las salas existe como modalidad la internación conjunta Madre-Hijo, a excepción de UTI (Unidad de Terapia Intensiva).
- Sala II: ingresan pacientes de clínicas pediátricas que padecen enfermedades de mediana y alta complejidad. Las patologías prevalentes: enfermedades diarreica agudas y crónicas, problemas respiratorios agudos y crónicos, de la nutrición, neurológicas, renales, endócrinas, genéticas, intoxicaciones, metabolopatías, cardiopatías congénitas, etc.
- Sala III: sala de enfermedades infecciosas e infectocontagiosas. En Rosario y zonas de influencia es el único ámbito dentro del sistema de Salud Pública y Privado donde se asisten pacientes menores de 12 años con estas características. La estructura edilicia fue recientemente remodelada con una superficie algo mayor de 400 m². El sector asistencial cuenta con 20 camas, cuatro habitaciones de aislamiento con baños privado y ocho habitaciones dobles con baños privados.
- Sala IV: se destina a pacientes de clínica que necesitan determinado tipo de aislamiento, con 5 boxes de dos camas cada uno. Es el lugar de elección para pacientes con patología crónica, secuelares neurológicos, fibroquísticos, desnutridos severos para alimentación parenteral, etc.
- Sala V: unidad de Hematología, oncología y trasplante de médula ósea, sala de Quemados, servicio de UCIP.[2]